# Longuesse
Longuesse é uma comuna francesa na região administrativa da Ilha de França, no departamento do Vale do Oise. Estende-se por uma área de 8.50 km². Em 2010 a comuna tinha 557 habitantes (densidade: 65,5 hab./km²).